# SunGard
SunGard var et multinationalt amerikansk IT-selskab, med hovedsæde i Wayne, Pennsylvania, USA, som udvikler og tilbyder software og tjenesteydelser.
Selskabet blev oprettet i 1983 som en del af af computer sektionen i Sun Oil Company.
Anno 2009 havde selskabet mere end 25.000 kunder i flere end 70 lande samt en årlig omsætning på ca. fem milliarder dollars.

## Trivia
SunGard:
- Var i 2010, delsponsor for det danske cykelhold Team Saxo Bank.

## Ekstern henvisning og kilde
- SunGards hjemmeside (engelsk)